# Cubulus
Cubulus is een computerspel dat werd ontwikkeld en uitgegeven door Software 2000. In het strategiespel staat de rubic's kubus centraal. Het spel bevat diverse startposities gesorteerd op moeilijkheidsgraad. Het spel heeft een topdown perspectief.

## Platforms
- Amiga (1991)
- Commodore 64 (1991)
- DOS (1991)

## Ontvangst
| Beoordeeld door | Platform     | Datum          | Score |
| --------------- | ------------ | -------------- | ----- |
| 64'er           | Commodore 64 | september 1991 | 70%   |
| Power Play      | DOS          | september 1991 | 69%   |
| Amiga Joker     | Amiga        | april 1991     | 63%   |